# 龍大維
龍大維（？年—？年），字张卿，號孺六，广东肇庆府石城县（今廉江市）籍江西永新县人。明末政治人物。

## 生平
萬曆四十年（1612年）壬子科广东乡试舉人，崇祯四年（1631年）辛未科进士，礼部观政后，七年授中书舍人，考选吏部稽勋司主事，十二年轉文选司，升考功司郎中。
崇祯十七年八月，龙大維与庠生崔文澜因河塘产生矛盾，崔文澜纠集党羽围攻龙家，杀死龙大綬等其兄弟子侄四人，大维則乘夜逃走。